# Každý den odvahu
Každý den odvahu je československé filmové drama. Alternativní název filmu je Odvahu pro všední den. Film se zařadil mezi bčeské trezorové filmy.
Existenciální studie mladého dělníka, který našel smysl života v politické angažovanosti a po kritice kultu osobnosti hledá východisko z těžké morální krize, vypovídá o roztrpčenosti generace „podvedené historií“. Schormův debut byl intenzivní provokací k zamyšlení se nad morální zkažeností doby (po osobních výhradách prezidenta Novotného se film dostal do kin s ročním zpožděním, cena kritiky, jež mu byla poté udělena, byla na příkaz oficiálních míst utajena, nesměla být publikována a film byl odstaven).
Celý svět kromě Jardy je mravně a lidsky zpustošený, protože na lži a sebeklamu není možné nic lidsky hodnotného vystavět. Z prázdna deziluze se šklebí jiná víra, jež jakoby zvyšuje nihilistický výsměch jakémukoliv nadosobnímu cíli. Schorm přitom svým hrdinou nepohrdá, neboť i přes jeho omyly rozumí jeho trápení. Historie krutého vystřízlivění z ideálů, jež se ukáží být vírou v šikovně namalovaný plakát, je výstražným mravním apelem: kdo potlačuje hlas svědomí, sám se odsuzuje k trpkému osudu ztroskotance.

## Základní údaje
- Československo, Drama, 1964, 85 min.
- Námět: Antonín Máša
- Scénář: Antonín Máša, Evald Schorm, Jan Čuřík
- Režie: Evald Schorm
- Hrají: Jiřina Jirásková, Jana Brejchová, Václav Trégl, Jiří Menzel, Jan Kačer, Jan Cmíral, Vlastimil Brodský, Josef Abrhám, Jan Libíček, Olga Scheinpflugová, Emma Černá